# 2,3-ジメチル-1,3-ブタジエン
2,3-ジメチル-1,3-ブタジエン（2,3-dimethyl-1,3-butadiene）は化学式(CH3)2C4H4で表される有機化合物であり、共役ジエンの一種である。ジメチルブタジエンとも呼ばれる。
無色の液体であり、合成ゴムの歴史において重要な役割を果たしている。現在は主に有機合成の試薬として用いられている。

## 合成法
2,3-ジメチル-1,3-ブタジエンは酸触媒を用いたピナコールの脱水反応により生成する。
3 C6H14O2  →  C6H10 + 2 C6H12O + 4 H2O
現在では、二量化したプロピレンの脱水素化により、工業的に製造される。

## 応用
1909年に、ドイツの化学工業メーカーであるバイエルのフリッツ・ホフマンとそのグループは、2,3-ジメチル-1,3-ブタジエンの重合反応を行うことに成功した。この重合反応により得られたポリマーは、世界で初めて合成された合成ゴムである。 ただし、このポリマーは天然ゴムと比較して多くの欠陥があった。また、2,3-ジメチル-1,3-ブタジエンはイソプレンに一つのメチル基が導入された構造をしているため、当時はメチルイソプレンと呼ばれていた。

## 反応
1,3-ブタジエンと比較すると、より速い反応速度で求ジエン体とのディールス・アルダー反応が進行する。2,3-ジメチル-1,3-ブタジエンを用いることの利点は、C2、C3位のメチル基によってシス型のコンフォメーションが安定化されることに因る。

2,3-ジメチル-1,3-ブタジエンとN-エチルマレイミドのディールス・アルダー反応